# Cédille

A betű keletkezésének szemléltetése

A cédille (ejtsd: „szédij”), cedilla (ejtsd: „szedijja”) vagy bal farok  a Ç, ç betű, illetve szűkebb értelemben maga a c alatti kis horog neve. A betű, akárcsak elnevezése – a magyar lexikonok leírásaival ellentétben – óspanyol eredetű: a régi spanyol ceda (ma zeta) kicsinyítő képzős alakja, azaz ’kis zé’; ennek ellenére a mai spanyolban már nem használatos, ahogy az általa jelölt hang is eltűnt a 17. századra. Mindazonáltal, a magyar elnevezés francia helyesírással honosodott meg, bár újabban – a modern számítógépes tipográfiában – egyre inkább terjed az eredeti cedilla elnevezés.

## Története
A betűt a középkori spanyolban alkalmazták először a magyar c-nek megfelelő hang, a [t͡s] jelölésére. Az alatta lévő farok tulajdonképpen egy írott kis z, és eredeti funkciója annak jelzése volt, hogy a betűt nem k-nak (ahogy a latinban), hanem c-nek kellett ejteni, mély magánhangzók előtt (a, o, u) is. Bár a spanyolból később – hangértékével együtt – kiveszett (a, o, u előtt ma z-t írnak helyette), több újlatin nyelvben történeti helyesírási okokból ma is használják olyan szavakban, ahol eredetileg a latinban ce-, ci- vagy c-nek ejtett ti- állt, ám később a palatális magánhangzó (e, i) kiesett, viszont hangértéke megmaradt az azt követő mély magánhangzó előtt (pl. óspanyol és portugál cabeça „fej”, a vulgáris latin capitia szóból). A kis farok  később diakritikus jelként önállósult, így ma már más betűknél is használják a megszokottól eltérő hangérték jelölésére.

## Használata
- A francia (cédille), katalán (ce trencada), okcitán és portugál (cedilha) nyelvekben sz hangot jelöl mély magánhangzók előtt és a szó végén: például katalán plaça ’tér’.
- Az albán (cedillë / cedilla) és a török nyelvben (sedil) magyar cs hangnak felel meg: például albán çokollata ’csokoládé’, török çok ’sok’.